# 오클랜드 박물관 (캘리포니아주)

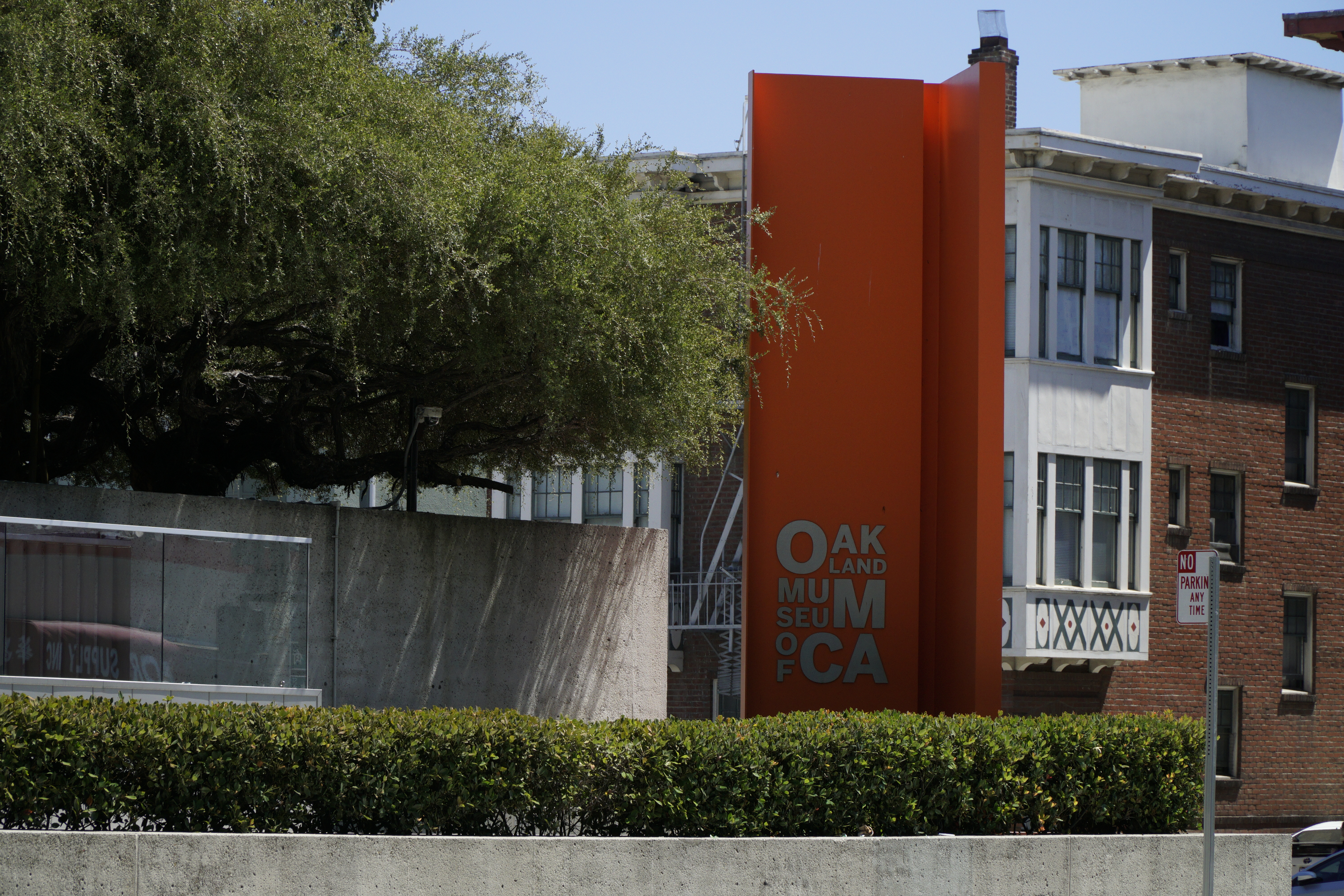

오클랜드 박물관(영어: Oakland Museum)는 미국 캘리포니아주 오클랜드에 위치한 박물관이다.